# Colibri de Julie
Chlorestes julie
Espèce
Répartition géographique
Statut de conservation UICN

 LC  : Préoccupation mineure
Statut CITES
Le Colibri de Julie (Chlorestes julie) ou Colibri Julie, est une espèce d'oiseaux de la sous-famille des Trochilinae.

## Taxinomie
Cette espèce était autrefois placée dans le genre Damophila, sous le nom scientifique de Damophila julie, mais comme ce genre existait déjà dans l'ordre des lépidoptères, elle fut ultérieurement incluse dans le genre monospécifique Juliamyia, avant d'être placée dans le genre Chlorestes.

## Habitats
Ses habitats sont les forêts tropicales et subtropicales humides ou sèches de basses altitude mais aussi les anciennes forêts lourdement dégradées.

## Distribution
Le colibri de Julie se trouve en Colombie, au Panama, en Équateur et au Pérou.

## Sous-espèces
D'après la classification de référence (version 14.2, 2024) du Congrès ornithologique international, cette espèce est constituée des trois sous-espèces suivantes (ordre phylogénique) :
- C. j. panamensis Berlepsch, 1884 — Panama ;
- C. j. julie (Bourcier, 1843) — Colombie ;
- C. j. feliciana (Lesson, 1844) — Tumbes-Chocó.